# Terrasse du café le soir
Terrasse du café le soir, également connu sous le nom de Terrasse de café sur la place du Forum, est une peinture de l'artiste néerlandais Vincent van Gogh réalisée à Arles en septembre 1888, entre le 9 et 16 du mois.

## Le tableau de Van Gogh

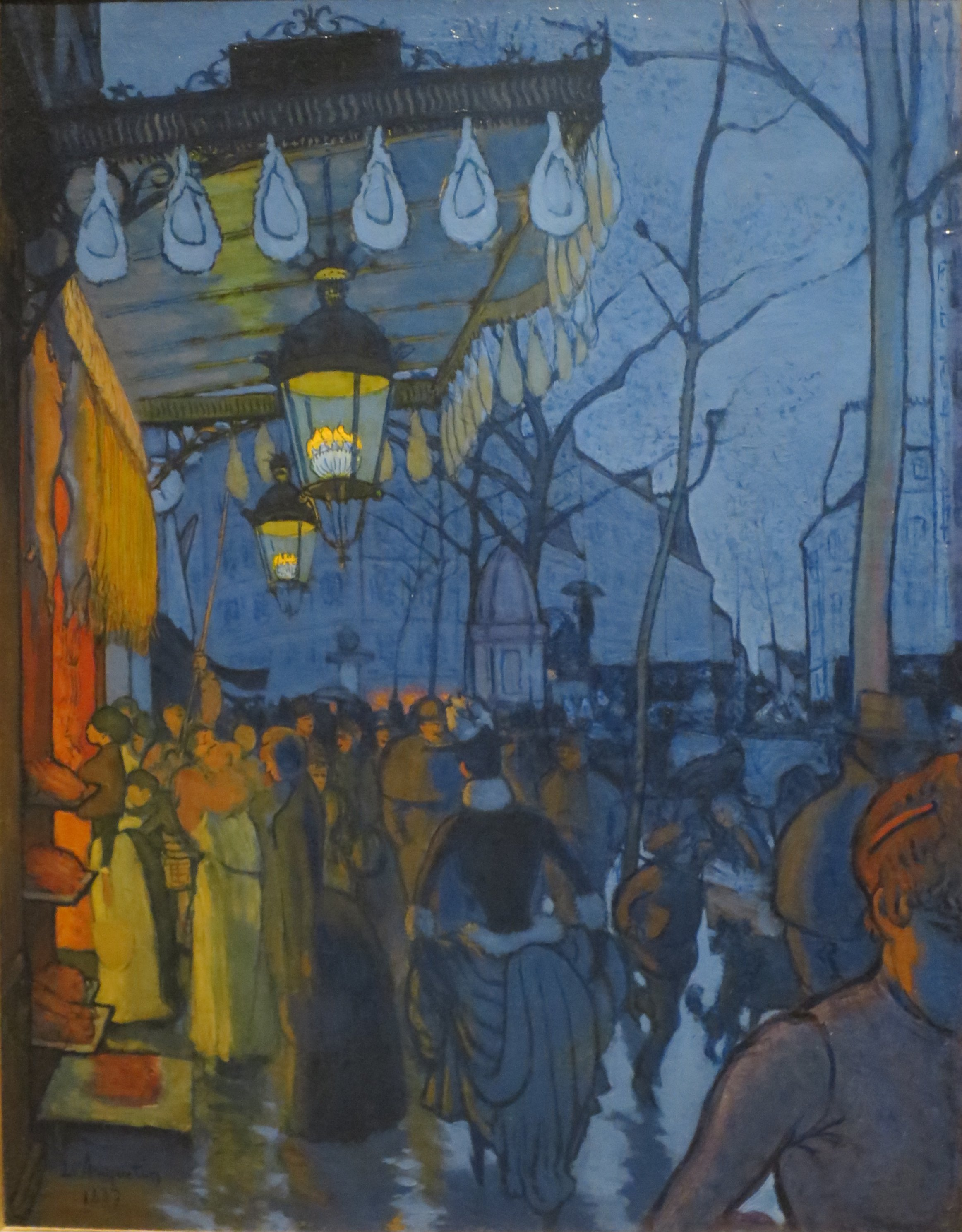
L'Avenue de Clichy, cinq heures du soir (1887), Hartford, Wadsworth Atheneum.

Cette peinture s'inspire probablement de l'œuvre Avenue de Clichy, cinq heures du soir (1887) de son ami le peintre Louis Anquetin qu'il a connu peu de temps auparavant à Paris. 
Dans cette peinture, Van Gogh exprime toutefois ses nouvelles impressions sur la France méridionale. L'œuvre dépeint un café situé dans le quartier de la Cité de la ville d'Arles, qui s'appelait alors la "Terrasse" et qui a, par la suite, été renommé "Café van Gogh". Voici ce qu’en pensait Van Gogh, lui-même, dans une lettre adressée à sa sœur Wilhelmina :
« ...un nouveau tableau représentant l'extérieur d'un café le soir. Sur la terrasse il y a de petites figurines de buveurs. Une immense lanterne jaune éclaire la terrasse, la devanture, le trottoir, et projette même une lumière sur les pavés de la rue qui prend une teinte de violet rose. Les pignons des maisons d'une rue qui file sous le ciel bleu parsemé d'étoiles, sont bleu foncé ou violets avec un arbre vert. Voilà un tableau de nuit sans noir, rien qu'avec du beau bleu, du violet, du vert et dans cet entourage la place illuminée se colore de soufre pâle, de citron vert. Cela m'amuse énormément de peindre la nuit sur place. Autrefois on dessinait et peignait le tableau le jour d'après le dessin. Mais moi je m'en trouve bien de peindre la chose immédiatement. Il est bien vrai que dans l'obscurité je peux prendre un bleu pour un vert, un lilas bleu pour un lilas rose, puisqu'on ne distingue pas bien la qualité du ton. Mais c'est le seul moyen de sortir de la nuit noire conventionnelle avec une pauvre lumière blafarde et blanchâtre, alors que pourtant une simple bougie déjà nous donne les jaunes, les orangés les plus riches. »
Le style de cette peinture est unique pour Van Gogh avec des couleurs chaudes et la profondeur de la perspective. C'est la première peinture dans laquelle il a représenté un ciel étoilé que l'on retrouve ensuite dans Nuit étoilée sur le Rhône, peint le même mois, et Nuit étoilée, une œuvre plus connue réalisée un an après. On peut également noter que dans le portrait d'Eugène Boch, Van Gogh a peint un fond avec des étoiles.
À titre anecdotique, ce café (43° 40′ 39″ N, 4° 37′ 38″ E) a été restauré au début des années 1990 et peint en jaune pour accentuer la ressemblance avec le tableau de Van Gogh, alors que selon toute vraisemblance le café à cette époque n'était pas jaune, sauf la nuit à cause de l'éclairage.

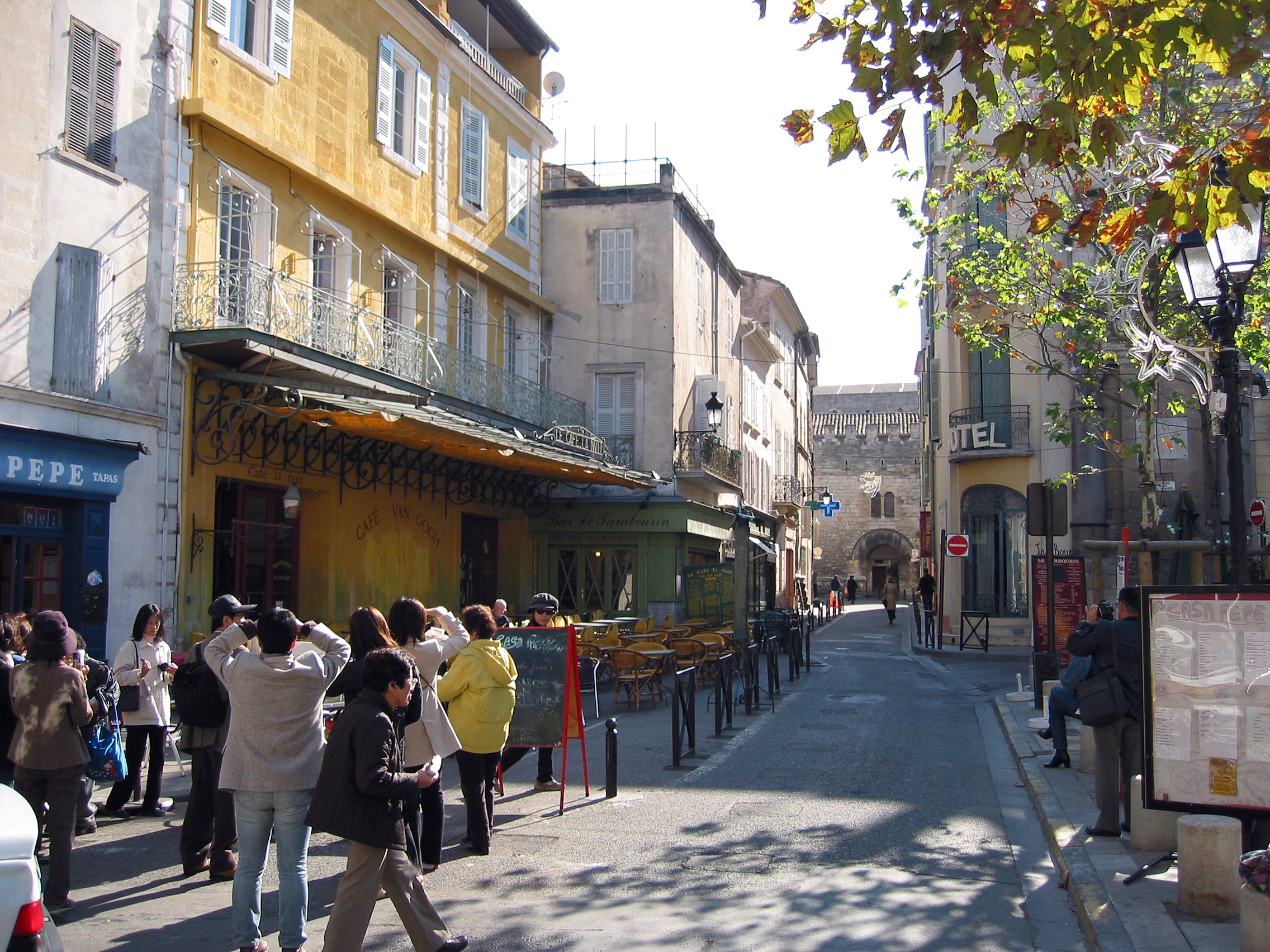
La terrasse du café photographiée par des touristes un siècle plus tard.